# گارگین سیونتس
گارگین سیونتس (ارمنی: Գարեգին Սևունց؛  زادهٔ ۳ فوریهٔ ۱۹۱۱ - درگذشته ۱۳ ژانویهٔ ۱۹۶۹) نویسنده، ویراستاری و نثرنویس اهل ارمنستان بود.

## زندگی‌نامه
وی با نام اصلی گارگین سئویی گریگوریان (ارمنی: Գարեգին Սևիի Գրիգորյան) در ۳ فوریه [سبک قدیمی: ۲۱ ژانویه] ۱۹۱۱ در خندزورسک به دنیا آمد و از دانشکده زیست‌شناسی دانشگاه دولتی مسکو (۱۹۳۲) فارغ‌التحصیل گشت. وی عضو اتحادیه نویسندگان اتحاد شوروی بود و کمونیست، انجمن همکاری فرهنگی ارمنستان با کشورهای خارجی و اتحادیه نویسندگان ارمنستان بود. همچنین برندهٔ جوایزی همچون نشان پرچم سرخ کار چهره فرهنگی شایسته ارمنستان شوروی شده است. وی در ۱۳ ژانویهٔ ۱۹۶۹ در سن ۵۷ سالگی در ایروان درگذشت.

## نگارخانه

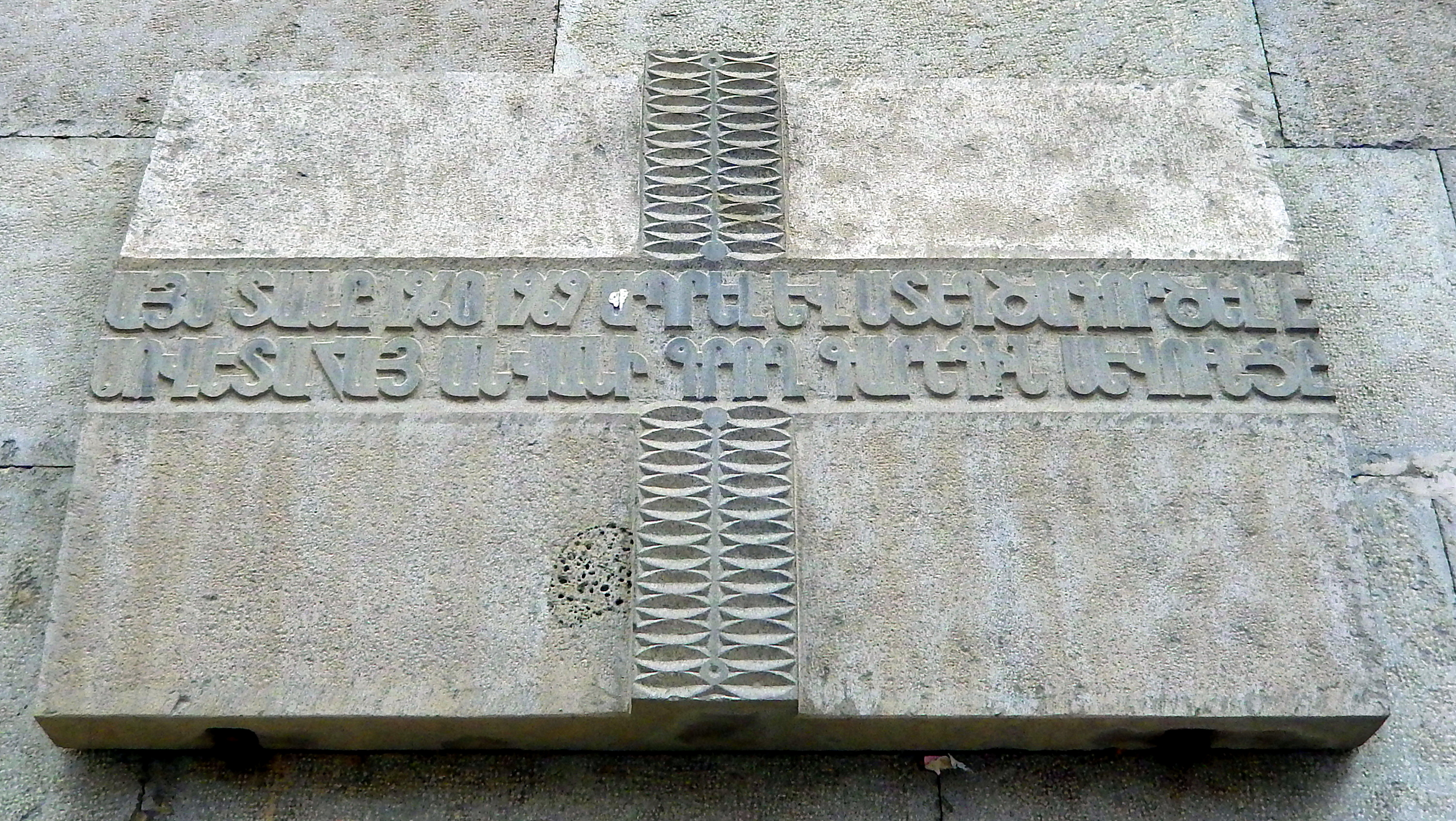